# Y Theatre (Leicester)
Y Theatre (pol. Y Teatr) – najstarszy teatr w mieście Leicester zbudowany w 1900 r. Otwarty w tym samym okresie posiadający 300 miejsc dla widowni. Teatr mieści się w centrum miasta przy ulicy 7 East Street. 
Sztuki teatralne wystawiane są o charakterze komediowym, kabaretowym, muzycznym, słowa mówione.
Teatr prowadzi zajęcia i warsztaty teatralne dla dzieci i młodzieży.